# Liste von Persönlichkeiten aus Orselina
Diese Liste enthält in Orselina geborene Persönlichkeiten und solche, die in Orselina ihren Wirkungskreis hatten, ohne dort geboren zu sein. Die Liste erhebt keinen Anspruch auf Vollständigkeit.

## Persönlichkeiten
(Sortierung nach Geburtsjahr)
Söhne und Töchter:

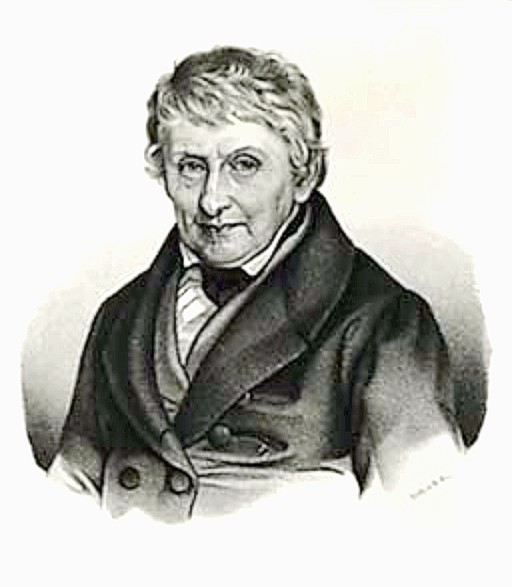
Heinrich Rudolf Schinz

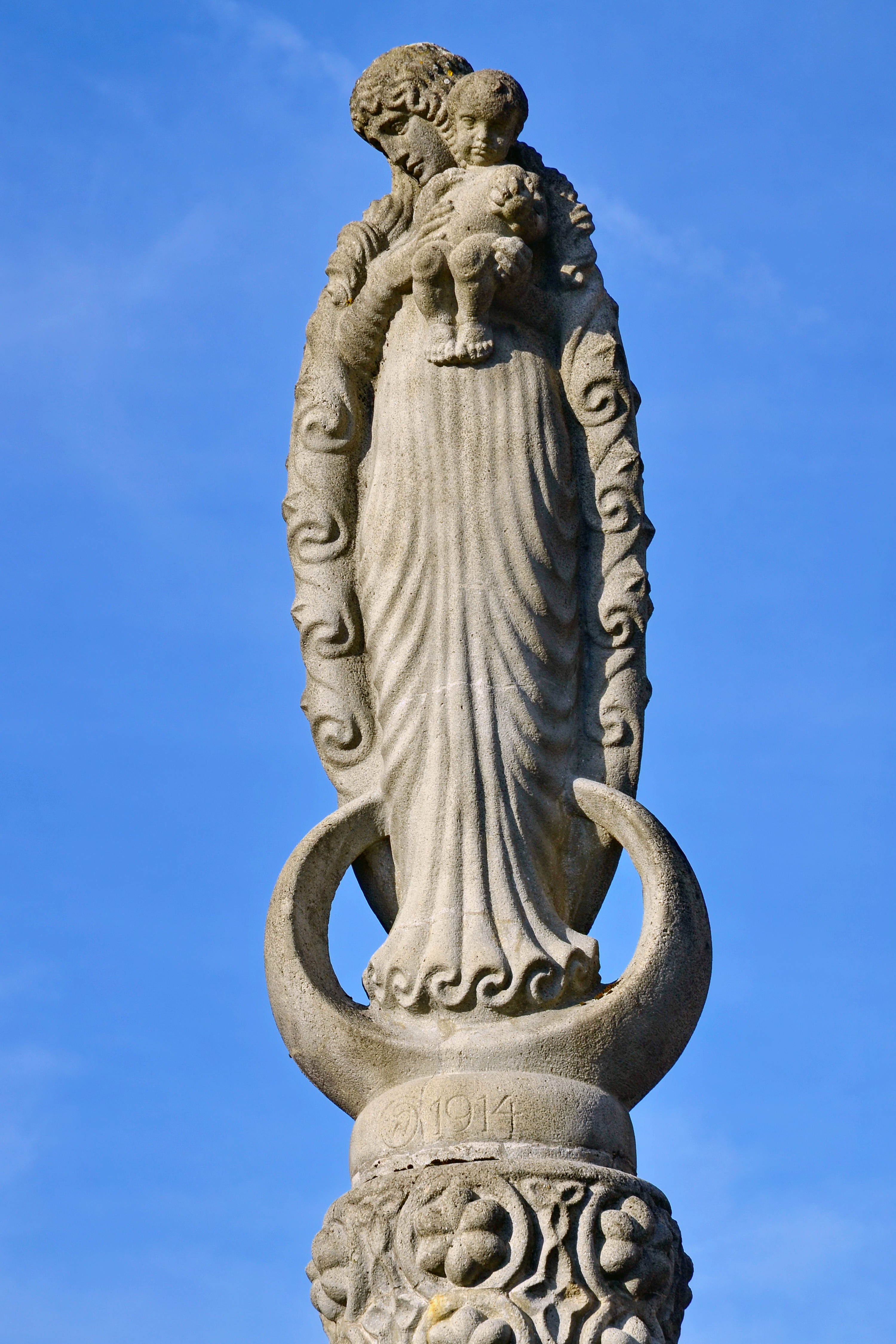
Wilhelm Schwerzmann: Mariensäule. Stadtpfarrkirche Rapperswil, 1914.

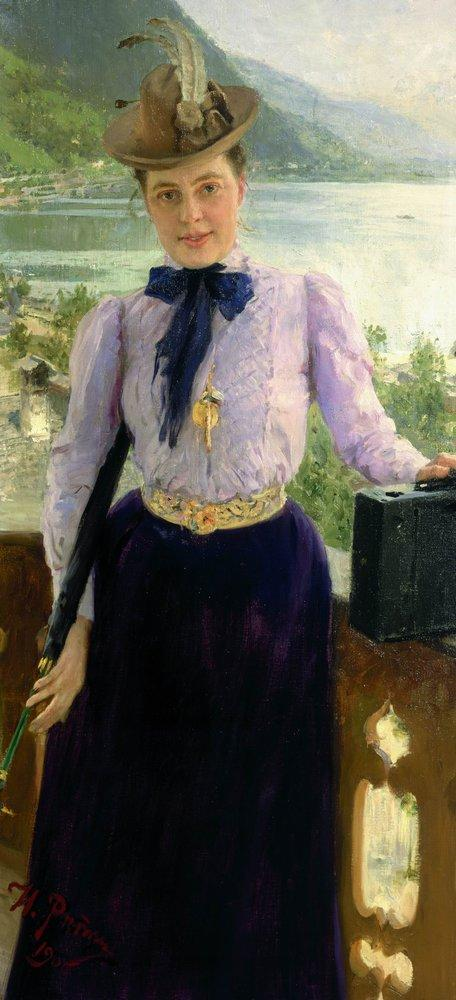
Ilja Repin: Natalia Nordman, Gemälde 1900

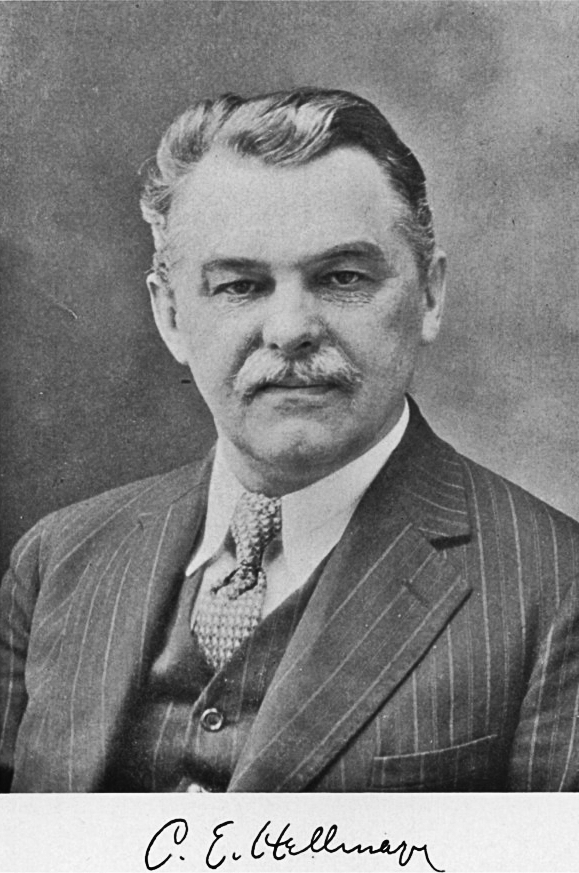
Carl Eduard Hellmayr (1878–1944)

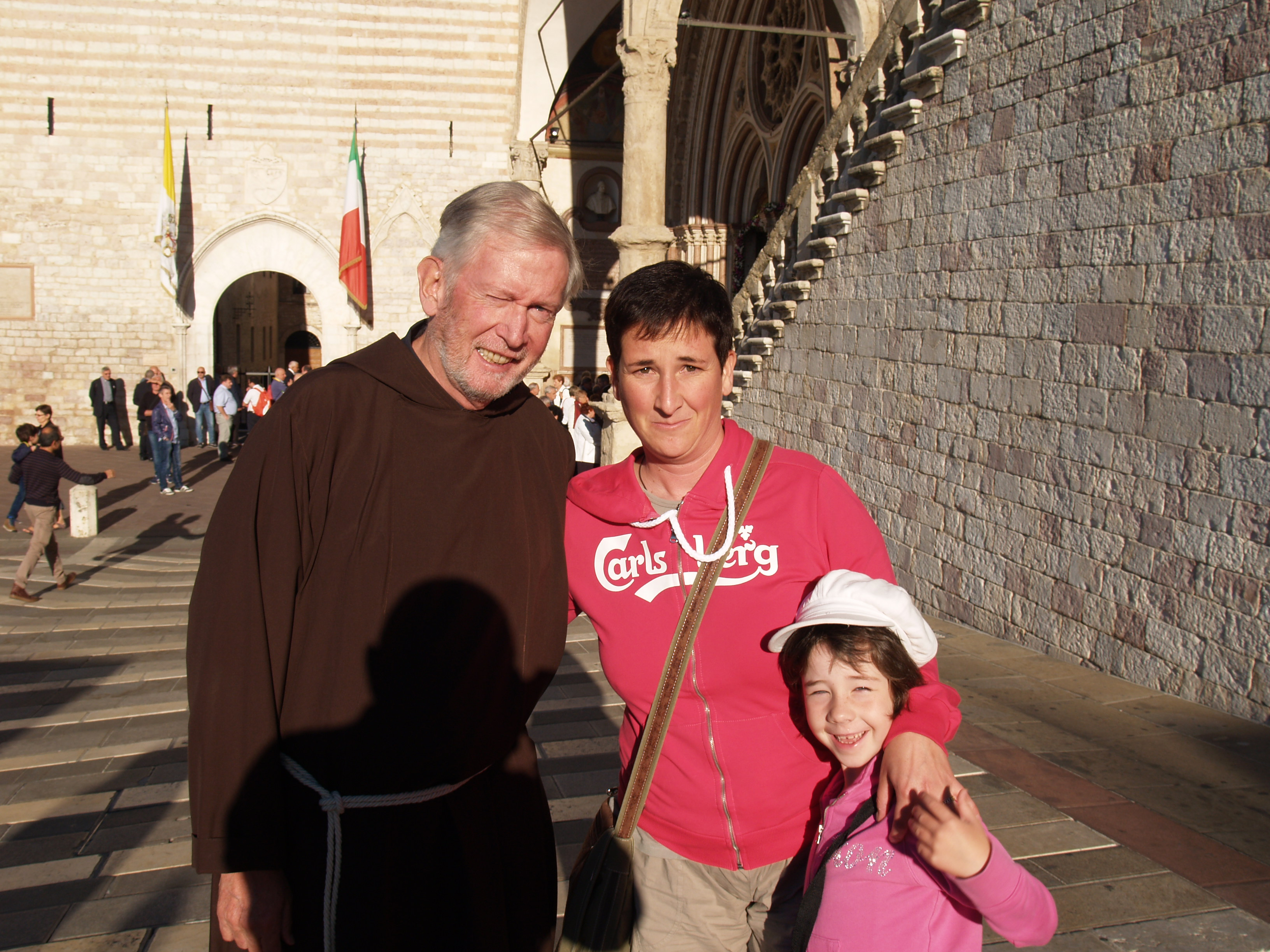
Pater Mauro Jöhri in Assisi mit Samantha Palazzi.

- Jakob Adamina (* 1846 in Orselina; † nach 1917 in Corsier-sur-Vevey), 1869–1887 Pfarrer, Autor[1]
- Ottorino Volonterio (1917–2003), Schweizer Autorennfahrer
- Margrit Bivier Mondavi (* 1926 in Orselina), Unternehmerin, Gründerin der Summer Music[2]
- Oliviero Giovannoni (* 28. April 1952 in Orselina), Schlagzeuger und Perkussionist[3]
- Raffaello Ossola (* 14. Januar 1954 in Orselina), Grafiker und Maler[4]

Personen mit Bezug zum Ort:
- Bartolomeo Suardi genannt Bramantino (1465–1530), Architekt, Maler der Renaissance
- Francesco Sala (* um 1575 in Como; † nach 1640 ebenda ?), Stuckateur[5]
- Heinrich Rudolf Schinz (1777–1861), Schweizer Zoologe
- Agostino Daldini (1817–1895), Kapuziner, Botaniker, Mycolog
- Cristoforo Motta (1823–1867), Ingenieur, Tessiner Grossrat, Staatsrat, Ständerat
- Natalia Nordman (1863–1914), russische Schriftstellerin, Frauenrechtlerin und Sozialreformerin
- Wilhelm Schwerzmann (1877–1966), Künstler, Bildhauer, Plastiker und Gestalter von Marionetten. Er schuf Kunst im öffentlichen Raum, vor allem Brunnen mit Genreszenen und Tiermotiven
- Carl Eduard Hellmayr (1878–1944), österreichischer Ornithologe
- Berthe Trümpy (1895–1983), Tänzerin und Tanzpädagogin
- Mina Weber-Schleuniger (* 1896 in Zürich; † 1986 in Orselina), Frauenrechtlerin, Journalistin[6]
- Joachim Wach (1898–1955), Philosoph, Universitätsdozent, Religionswissenschaftler und Soziologe
- Walter Floersheimer (1900–1989), deutsch-amerikanischer Investmentbanker und Philanthrop
- Otto Raggenbass (* 11. Oktober 1905 in Sirnach; † 8. Februar 1965 in Orselina), Lehrer, Chef für Turnen, Geländedienst und Nahkampf in der Armee[7]
- Edwin Loehrer (* 27. Februar 1906 in Andwil SG; † 1991 in Orselina), Komponist, Ehrenbürger von Lugano[8]
- Walter Winkeltau (* 10. August 1908 in Triest; † 1971 in Orselina), Pianist, Organist und Chorleiter[9]
- Gianni Pedrazzini (* 4. März 1911 in Locarno; † 12. Mai 1951 in Orselina), Künstler, Maler. Er malte Landschaft und Figur[10]
- Luigi Agustoni (1917–2004), Schweizer Theologe, Kirchenmusiker und Professor
- Giovanni Pozzi (1923–2002), Kapuziner, Literaturkritiker, Forscher und Professor für italienische Literatur
- Boris Luban-Plozza (1923–2002), Schweizer Arzt und Psychosomatiker
- Hansjörg Pauli (1931–2007), Musikwissenschaftler und Schriftsteller
- Jürg von Vintschger (* 23. Mai 1934 in St. Gallen), Pianist, wohnt in Orselina[11]
- Rolf Kröger (1944–2021), deutscher Maler und Bildhauer
- Mauro Jöhri (1947), Kapuziner, Generalminister des Kapuzinerordens in Rom